# عامر بن الطفيل
عامر بن الطفيل الكلابي العامري الهوازني هو شاعر جاهلي وفارس فتاك وسيد من سادات بني جعفر بن كلاب من بني عامر بن صعصعة من قبيلة هوازن. قيل إنه أدرك الإسلام وناوأ النبي محمدًا ولم يسلم، وكان له كنيتان، فهو في الحرب أبو عقيل، وفي السلم أبو علي. وأخوه عبدالله بن الطفيل قائد لبني عامر بن صعصعة لكنه قتل في إحدى معاركه على يد غطفان.

## نسبه
هو عامر بن الطفيل بن مالك بن جعفر بن كِلاب بن ربيعة بن عامر بن صعصعة بن معاوية بن بكر بن هوازن بن منصور بن عكرمة بن خصفة بن قيس عيلان بن مضر بن نزار بن معد بن عدنان.

## نبذة عنه
فارس قومه وأحد فتاك العرب وشعرائهم وساداتهم في الجاهلية . ولد ونشأ بنجد، خاض المعارك الكثيرة.
أدرك الإسلام شيخاً فوفد على رسول الله وهو في المدينة بعد فتح مكة، يريد الغدر به، فلم يجرؤ عليه، فدعاه إلى الإسلام فاشترط أن يجعل له نصف ثمار المدينة وأن يجعله ولي الأمر من بعده، فرده، فعاد حانقاً وكان معه اربد أخو الشاعر لبيد بن ربيعة وكان من فتاك العرب ولقد اصابتهم دعوة الرسول فهلكوا . وقيل انه لم احس بالموت قال اسرجو لي جوادي وكان في بيت زوجة له من بني سلول بن عامر ويقال كانت فاجره وطردها قومها بسبب ذلك فقال (( موت بغدة وفي بيت سلولية )) فركب جوادة ومات وهو على ظهرها .

## زعامته وشهرته
- قاد عامر بن الطفيل قومَه في عدد من المعارك، منها يوم فيف الريح، والرقْم، وذو نجب .
- كان شاعر قومه وسيدهم وفارسهم، وهو صاحب المنافرة المشهورة التي جرت في الجاهلية بينه وبين علقمة بن علاثة العامري، واحتكما فيها إلى عدد من زعماء العرب، وأبى كلهم أن يغلّبوا أحدهما على الآخر، وصارت هذه المنافرة حديث كثير من الشعراء بعد ذلك .
- اشتُهر بفروسيته، حتى إن قيصر ملك الروم كان يسأل القادمين من العرب عليه عن صلتهم بعامر بن الطفيل. ويُذكر له عدد من الأفراس الأصيلة، منها دِعلج والكُليب والمزنوق الذي ذكره مراراً في شعره، فقد قال في يوم فيف الريح:

## قصة وفد بني عامر وعامر بن الطفيل
وقدم على رسول الله وفد بني عامر وعلى رأسهم عامر بن الطفيل، وأربد بن قيس بن جزء بن خالد بن جعفر، وجبار بن سلمى، وكان هؤلاء الثلاثة رؤساء القوم وشياطينهم، وقدم عامر بن الطفيل على رسول الله وهو يريد الغدر به، وقد قال له قومه: يا أبا عامر إن الناس قد أسلموا فأسلم.
فقال: والله لقد كنت آليت ألا أنتهي حتى تتبع العرب عقبي، فأنا أتبع عقب هذا الفتى من قريش؟
ثم قال لأربد: إن قدمنا على الرجل فإني سأشغل عنك وجهه فإذا فعلت ذلك، فأعله بالسيف، فلما قدموا على رسول الله قال عامر بن الطفيل: يا محمد خالني.
قال: «لا والله حتى تؤمن بالله وحده».
قال: وجعل يكلمه وينتظر من أربد ما كان أمره به، فجعل أربد لا يحير شيئا، فلما رأى عامر ما يصنع أربد قال: يا محمد خالني.
قال: «لا حتى تؤمن بالله وحده لا شريك له».
فلما أبى عليه رسول الله
قال: أما والله لأملأنها عليك خيلا ورجالا.
فلما ولى قال رسول الله : «اللهم اكفني عامر بن الطفيل».
فلما خرجوا قال عامر بن الطفيل لأربد: أين ما كنت أمرتك به؟ والله ما كان على ظهر الأرض رجل أخوف على نفسي منك، وأيم الله لا أخافك بعد اليوم أبدا.
قال أربد : لا أبالك، لا تعجل علي والله ما هممت بالذي أمرتني به إلا دخلت بيني وبين الرجل، حتى ما أرى غيرك، أفأضربك بالسيف؟
وخرجوا لبلادهم، حتى أتوا بيت امرأة من قومهم من بني سلول
فأخذت عامر غدة في حلقه، فوثب على فرسه، وأخذ رمحه، وأقبل يجول على فرسه وهو يقول: غدة كغدة البكر، وموت في بيت سلولية، فلم تزل تلك حاله حتى سقط عن فرسه ميتا.
وأما أربد بن قيس فلما وصل قومة بني عامر قالوا: ما وراءك ياأربد؟
قال: لا شيء، والله لقد دعانا إلى عبادة شيء لوددت لو أنه عندي الآن فأرميه بالنبل حتى أقتله الآن، فخرج بعد مقالته بيوم أو يومين معه جمل له يبيعه، فأرسل الله عليه وعلى جمله صاعقة فأحرقتهما.
قال ابن إسحاق: وكان أربد بن قيس أخا لبيد بن ربيعة من أمه، فقال لبيد يبكي أربد:

## شعره
كان شعره جيداً حتى أطلقوا عليه مُحَبِّراً لحسن شعره، وغلب على شعره الفخر والحماسة، ولاسيما الفخر الفردي، وهذا من مزايا شعر الفرسان، من ذلك قوله:
وقال ايضاً:
وأما الأغراض الشعرية الأخرى كالمدح والهجاء
والرثاء والتهديد والوعيد فلم تبرز في شعره.
ومما يُستجادُ له قصيدته التي ذكر فيها عور عينه، ومنها:
وهو هنا يشير إلى عَور عينه، وإلى أمر آخر وهو عُقْمه، فلم يُنجب أولاداً.
ومن أجمل فخره أبياته التي يقول فيها:
وقد شرح ديوانه من القدماء أبو بكر محمد بن القاسم الأنباري، وطُبع هذا الشرح عدة طبعات الأولى بتحقيق كرم البستاني عام 1979، والثانية بتحقيق محمد نبيل طريفي عام1994، والثالثة بتحقيق هدى جنهويتشي عام 1997.

## وصلات خارجية
- عامر بن الطفيل على موقع بوابة الشعراء.
- عامر بن الطفيل على موسوعة الديوان الشعرية.